# Le Déluge
Le Déluge era un comune francese di 491 abitanti situato nel dipartimento dell'Oise della regione dell'Alta Francia. 
Il 1º gennaio 2017 Le Déluge si è unito a La Neuville-d'Aumont e Ressons-l'Abbaye per formare il nuovo comune di La Drenne di cui diviene comune delegato.

## Società

### Evoluzione demografica
Abitanti censiti